# Lino Jordan
Lino Jordan (pron. fr. AFI: [ʒɔʁdan]) (Saint-Rhémy-en-Bosses, 15 maggio 1944 – Étroubles, 6 giugno 2023) è stato un biatleta italiano.

## Biografia
Nato nel 1944 a Saint-Rhémy-en-Bosses, in Valle d'Aosta, tra 1973 e 1978 ha preso parte a 6 edizioni dei Mondiali. A Lake Placid 1973 è arrivato 22º nell'individuale, a Minsk 1974 46º nell'individuale e 21º nello sprint, ad Anterselva 1975 26º nello sprint e 6º nella staffetta, ad Anterselva 1976 24º nello sprint, a Vingrom 1977 19º nell'individuale, 8º nello sprint e 7º nella staffetta e a Hochfilzen 1978 34º nell'individuale e 8º nella staffetta.
A 27 anni ha partecipato ai Giochi olimpici di Sapporo 1972, chiudendo 40º nell'individuale con il tempo di 1h28'26"09 e 10º nella staffetta in 1h59'47"62, insieme a Giovanni Astegiano, Willy Bertin, e Corrado Varesco.
4 anni dopo ha preso parte di nuovo alle Olimpiadi, quelle di Innsbruck 1976, terminando 7º nell'individuale con il tempo di 1h17'49"83 e 6º nella staffetta in 2h06'16"55, insieme a Willy Bertin, Pierantonio Clementi e Luigi Weiss.
Ai campionati italiani ha vinto 10 medaglie: 1 oro (1972), 1 argento (1975) e 3 bronzi (1971, 1978 e 1980) nell'individuale, 1 bronzo (1971) nell'individuale grosso calibro, 1 oro (1975), 1 argento (1974) e 1 bronzo (1978) nello sprint e 1 oro (1975) nello sprint grosso calibro.